# یواس‌اس آپوپکا (وای‌تی‌بی-۷۷۸)
یواس‌اس آپوپکا (وای‌تی‌بی-۷۷۸) (به انگلیسی: USS Apopka (YTB-778)) یک کشتی است که طول آن ۱۰۹ فوت (۳۳ متر) می‌باشد. این کشتی در سال ۱۹۶۵ ساخته شد.